# فريدريك ني
فريدريك ني (بالفرنسية: Frédéric Née) (18 أبريل 1975 في بايو) لاعب كرة قدم فرنسي معتزل كان يجيد اللعب في مركز المهاجم .

## المسيرة الرياضية
بدأ ني مسيرته الرياضية في نادي كاين سنة 1996 وبعد موسمين انتقل إلى نادي باستيا ثم إلى نادي ليون في سنة 2001 حيث ساهم في الفوز ببطولة دوري الدرجة الأولى مرتين متتاليتين موسمي 2001-2002 و2002-2003 ثم عاد إلى نادي باستيا سنة 2003 وقرر بشكل نهائي اعتزال لعب كرة القدم في ديسمبر 2006 بسبب تكرار الإصابات .
تم استدعائه للمشاركة مع منتخب فرنسا في بطولة كأس القارات 2001 التي أقيمت في كوريا الجنوبية واليابان معا وفيها توج بطلا . ولم يشارك ني سوى في المباراة الثانية أمام منتخب أستراليا والتي خسرها 0-1 واستبدل في الدقيقة 71 وحل مكانه نيكولاس أنيلكا .

## روابط خارجية
- فريدريك ني على موقع الاتحاد الدولي (مؤرشف)  (الإنجليزية)
- فريدريك ني على موقع قاعدة بيانات كرة القدم.إي يو (الإنجليزية)
- فريدريك ني على موقع ليكيب (الفرنسية)
- فريدريك ني على موقع ناشيونال فوتبول تيمز (الإنجليزية)
- فريدريك ني على موقع Soccerway.com (الإنجليزية)